# Johann Hahlen
Johann Hahlen (* 13. Dezember 1942 in Trier) ist ein deutscher Verwaltungsjurist. Er war Präsident des Statistischen Bundesamtes sowie Bundeswahlleiter von 1995 bis 2006. Anschließend war er bis Ende 2007 als Staatssekretär im Bundesministerium des Innern (BMI) tätig.

## Leben
Johann Hahlen studierte, nach seinem Abitur in Offenburg, von 1961 bis 1965 Rechtswissenschaften an der Albert-Ludwigs-Universität Freiburg und legte 1970 sein zweites juristisches Staatsexamen ab. Im Anschluss an das Staatsexamen war er von 1970 bis 1972 als Rechtsanwalt tätig.
Am 1. April 1972 wechselte er als Referent in das BMI mit Zuständigkeiten in den Bereichen Besoldungsrecht, Wahl- und Parteienrecht, Planung Leistungssport und grenzpolizeiliche Angelegenheiten. Von 1983 bis 1988 war er für die Innenpolitischen Arbeitsgruppe der CDU/CSU-Bundestagsfraktion tätig. Während dieser Zeit war er vom BMI beurlaubt. 1988 kehrte er als Leiter des Haushaltsreferats in das BMI zurück. 1992 übernahm er die Leitung der Unterabteilung Verfassung und Staatsrecht.
Von 1995 bis Oktober 2006 war er Präsident des Statistischen Bundesamtes und damit traditionell auch Bundeswahlleiter. In dieser Funktion organisierte er die Bundestagswahlen 1998, 2002 und 2005.
Zwischen dem 9. Oktober 2006 und 31. Dezember 2007 war er beamteter Staatssekretär im BMI mit Verantwortlichkeit für die Abteilungen Grundsatz, Öffentlicher Dienst, Verfassungs- und Verwaltungsrecht, Sport, Verwaltungsmodernisierung und der Zentralabteilung. Am 28. Dezember 2007 wurde er vom Bundesinnenminister Wolfgang Schäuble in den Ruhestand verabschiedet.
Hahlen ist verheiratet und hat zwei Kinder. Er ist seit 1961 Mitglied der katholischen Studentenverbindung K.D.St.V. Hohenstaufen Freiburg im Breisgau im CV. Hahlen war 2005 Gründungsmitglied des Forschungsinstituts zur Zukunft der Arbeit (IZA).
Am 30. Mai 2007 forderte er im Rahmen des Treffens der Direktoren und Präsidenten der zentralen Fortbildungseinrichtungen für Öffentliche Verwaltung in den Mitgliedstaaten der EU (DISPA), getragen von der Bundesakademie für Öffentliche Verwaltung, eine professionelle Fortbildung für Beamte: „Im Zeitalter des Internets und der Globalisierung bedarf es zunehmend der Fähigkeit der Bediensteten, Netzwerke mit nationalen und internationalen, staatlichen und nichtstaatlichen Akteuren zu bilden. Es wird so leichter, mit diesen Partnern zu verhandeln, Vereinbarungen zu treffen und Verhaltensstandards zu entwickeln“.

## Einzelbelege
1. ↑  Hahlen im Ruhestand (Seite nicht mehr abrufbar. Suche in Webarchiven)
2. ↑  Johann Hahlen: Zur Wahlkreiseinteilung im wiedervereinigten Deutschland in: Festschrift für Hans Engel. Wuppertal 2001. S. 163–184.
3. ↑  www.egovcom.de - „Staatssekretär Hahlen fordert professionelle Fortbildung für Beamte“ (Memento vom 30. Juni 2007 im Internet Archive)

| Personendaten    | Personendaten                                                    |
| ---------------- | ---------------------------------------------------------------- |
| NAME             | Hahlen, Johann                                                   |
| KURZBESCHREIBUNG | deutscher Jurist, Staatssekretär im Bundesministerium des Innern |
| GEBURTSDATUM     | 13. Dezember 1942                                                |
| GEBURTSORT       | Trier                                                            |